# Munnopsis megacephalus
Munnopsis megacephalus is een pissebed uit de familie Munnopsidae. De wetenschappelijke naam van de soort is voor het eerst geldig gepubliceerd in 2005 door Shimomura & Ohtsuka.